# Louis Fischer (Journalist)
Louis Fischer (* 29. Februar 1896 in Philadelphia; † 15. Januar 1970 in Princeton, New Jersey) war ein US-amerikanischer Journalist und Buchautor.
Fischer stammte aus einer armen, aus der Ukraine in die USA eingewanderten, jüdischen Familie. Nach dem Ersten Weltkrieg ging er als Journalist nach Europa und berichtete vor allem für das Wochenblatt The Nation, hauptsächlich aus der Sowjetunion. Ab 1923 wurde er schnell zu einem Befürworter des Stalinismus. Auch als Korrespondent im Spanischen Bürgerkrieg unterstützte er die Politik Stalins. Noch vor Beginn des Zweiten Weltkrieges kehrte er in die Vereinigten Staaten zurück. Nach dem Abschluss des Hitler-Stalin-Paktes 1939 brach Fischer mit dem Stalinismus und wurde zum Antikommunisten. Er verfasste zahlreiche Sachbücher, darunter mehrere Biografien und eine Autobiografie.

## Auszeichnungen
- 1965: National Book Award for Nonfiction (History and Biography) für The Life of Lenin[1]